# Комсомольский район (Набережные Челны)
Комсомольский райо́н (тат. Комсомол районы) — единица территориального деления Набережных Челнов. Является самым большим районом города по территории и средним по численности населения, расположен в его юго-западной части, граничит с Центральным районом. Район включает в себя посёлки ГЭС, ЗЯБ, которые делятся на комплексы, 32 и 62 комплексы, БСИ, Энергорайон, 11 поселков частного сектора: Сидоровка, Орловка, Элеваторная гора, в том числе Мироновка, Рябинушка, Красные Челны, 28 квартал, микрорайон «Замелекесье», Старые Челны, Суар, Кумыс, Камский. Площадь территории района составляет 6794 га. Протяжённость автодорог района — 261,394 км, тротуаров — 228,441 км, площадь зелёных насаждений — 190 га.

## Население
Население района составляет 138 125 человек. Из них:
- пенсионеры — 32 000 чел.,
- ветераны труда — 13 750 чел.,
- инвалиды — 10 600 чел.,
- ветераны боевых действий — 1043 чел.,
- многодетные семьи — 917 чел.,
- труженики тыла — 579 чел.,
- дети-инвалиды — 492 чел.,
- чернобыльцы — 118 чел.,
- жертвы политических репрессий — 112 чел.,
- участники Великой Отечественной войны и приравненные к ним — 31 чел.,
- узники концлагерей — 12 чел.,
- блокадники — 2 чел.

В районе проживают два Героя Социалистического Труда, а также 48 почётных граждан города.

## Образовательные объекты
На территории Комсомольского района расположено 25 образовательных и 29 дошкольных образовательных учреждений.

## Объекты здравоохранения
- «Больница скорой медицинской помощи» (БСМП)

Одно из самых современных лечебных учреждений в Республике Татарстан. На базе БСМП созданы: центр высокотехнологичной медицинской помощи, сосудистый центр, а также травмоцентр I-го уровня для оказания медицинской помощи пострадавшим в ДТП. БСМП оказывает круглосуточную экстренную медицинскую помощь жителям города Набережные Челны и Северо-Восточного региона Татарстана (Агрызский, Актанышский, Елабужский, Заинский, Муслюмовский, Мамадышский, Менделеевский, Мензелинский, Нижнекамский, Сармановский, Тукаевский районы). Обслуживаемое население: 1,2 млн человек.
- Городская больница № 2

Одно из старейших медицинских учреждений в городе. Больница начала своё существование с 1969 года, в период развертывания строительства КамАЗа. В настоящее время ежегодно больницей оказывается помощь более 10000 пациентам в стационаре, 26000 пациентов обслуживаются амбулаторно.
- Городская поликлиника № 4

Поликлиника была образована Приказом городского отдела здравоохранения города Набережные Челны № 52 от 11 марта 1980 года. В настоящее время городская поликлиника № 4 оказывает амбулаторно-поликлиническую помощь 55,6 тыс. населения, проживающих в посёлке ЗЯБ, 31, 32, 62, 37 комплексов, а также посёлках Элеваторная гора, Орловка, Рябинушка, Красные Челны.
- Городская поликлиника № 11

Поликлиника была образована в 1996 году. Специализируется на проведении обязательных предварительных и периодических медицинских осмотров лицам декретированного контингента, работникам, занятым на производстве с вредными условиями труда и водителям автотранспортных предприятий.
- «Госпиталь для ветеранов войн»

Учреждение специализируется на оказании медицинской помощи ветеранам войн, проживающих в Набережных Челнах и районах Закамского региона Республики Татарстан.

## Спортивные объекты
- Стадион «Строитель»

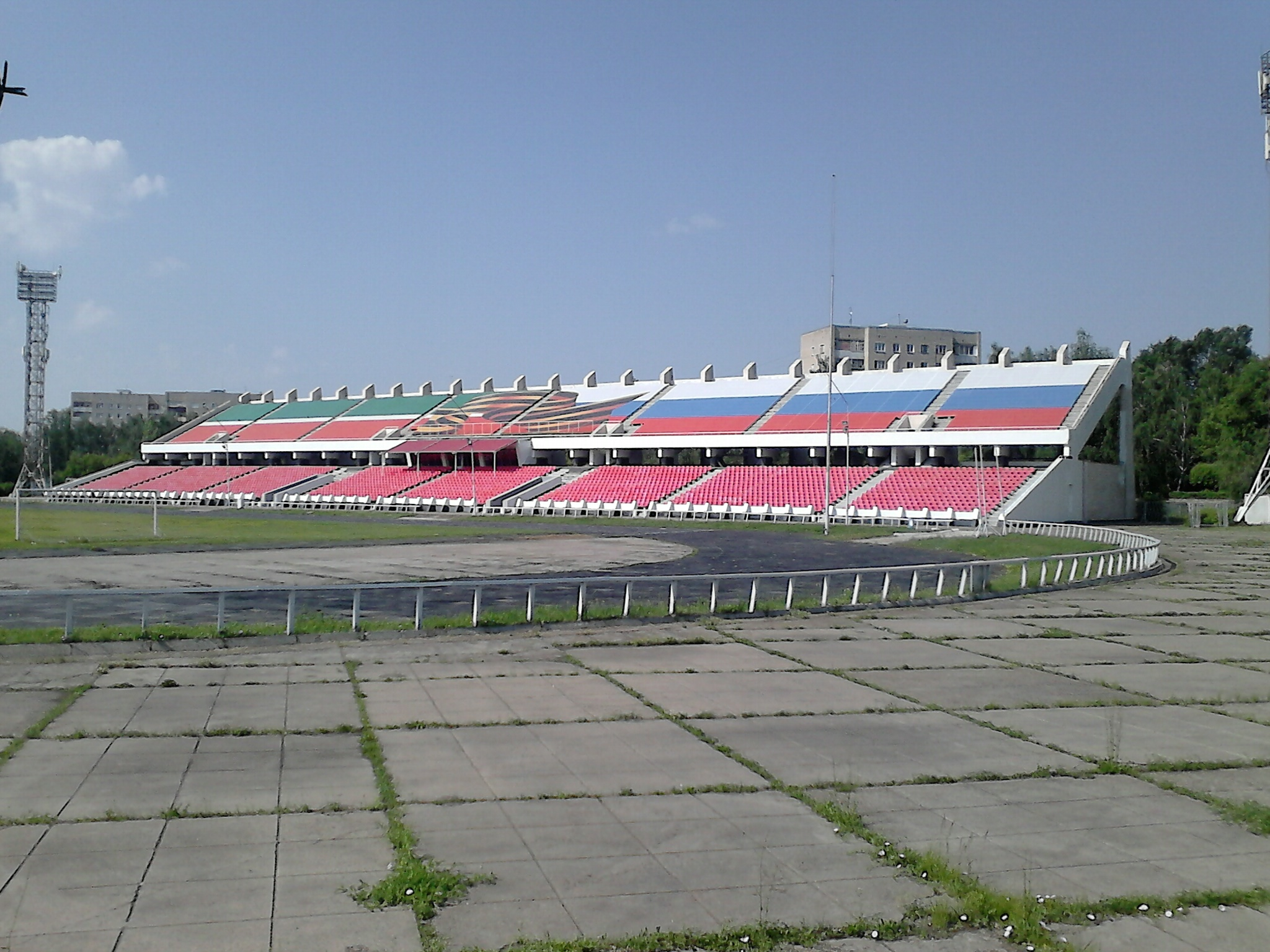
Стадион «Строитель»

Единственный стадион в Старой части города. Открыт в 1979 году. Включает в себя футбольное поле с естественным покрытием, беговые дорожки, две трибуны на 9120 мест. Также на стадионе оборудованы специализированные залы для занятий боксом, аэробикой. В 2001 г. по 2006 г. являлся домашним стадионом футбольного клуба «Сатурн». Сегодня стадион является традиционным местом проведения городских праздников, таких как День Победы, Сабантуй, День строителя. Кроме этого, на его поле проходят спартакиада медицинских работников, республиканские соревнования по пожарно-прикладному спорту и многие другие соревнования.
- Спорткомплекс «Яр Чаллы»

Крупнейший крытый спортивный комплекс в Набережных Челнах. Расположен в посёлке ГЭС. Включает в себя: легкоатлетический манеж — площадью 2011 м²., гимнастический зал — площадью 1006 м²., игровой зал — площадью 1005 м²., велозал — площадью 95 м²., а также зал хореографии и восстановительный центр.
- Спорткомплекс «Витязь» (ДЮСШ ДСК «Челныгорострой»)

Спорткомплекс был построен «Домостроительным комбинатом» города Набережные Челны в 1977 году. Расположен в поселке ЗЯБ. Проект спортивного комплекса был разработан Бибишевым Маратом Шакировичем, он же и выступил главным инициатором строительства, отстояв проект и необходимость спортивного комплекса для полноценного и разностороннего развития подрастающего поколения строящегося города.
- Бассейн «Дельфин»

Крупнейший плавательный бассейн в Набережных Челнах. Расположен в посёлке ГЭС. Строился в период с 1982 г. по 1985 г. С момента открытия плавательный бассейн начал принимать участников соревнований различного уровня. Это и Всесоюзные соревнования по плаванию на призы газеты «Пионерская правда», первенство России по морскому многоборью, первенство России по подводному плаванию, чемпионаты первенства Республики Татарстан по плаванию и синхронному плаванию, а 7 сентября 2003 года принимал участников 1 Спартакиады учащихся России по синхронному плаванию. В 2004 году проведено зональное первенство России по плаванию. За 25 лет работы плавательного бассейна «Дельфин» его посетило более 5 миллионов человек. В день бассейн посещает около одной тысячи людей.
- Бассейн «Дулкын»

Бассейн был построен «Домостроительным комбинатом» города Набережные Челны в 1983 году. Расположен в поселке ЗЯБ. С момента ввода в эксплуатацию, основным направлением плавательного бассейна являлось оздоровление населения города, оздоровительное плавание. С 2002 года плавательный бассейн получил спортивное направление.
- Физкультурно-оздоровительный комплекс «Единая Россия»

Воздухоопорное спортивное сооружение с искусственным льдом, открытое в 2007 году в поселке ЗЯБ (улица Низаметдинова, 29А, рядом с клубом «Колизей»). Включает в себя ледовый каток, трибуны на 200 мест, тренажёрный зал, зал аэробики, восстановительный центр.

## Промышленность
На территории Комсомольского района расположено множество промышленных предприятий, самыми крупными из которых являются: Нижнекамская ГЭС, ОАО «Камгэсэнергострой», ЗАОр «Народное предприятие Набережночелнинский картонно-бумажный комбинат», ООО «Сатурн», ЗАО «Расстал», ООО ПО «Начало», Филиал ОАО «ВАМИН Татарстан» «Набережночелнинский молочный комбинат».

## Религиозные объекты
- Мечеть «Тауба»

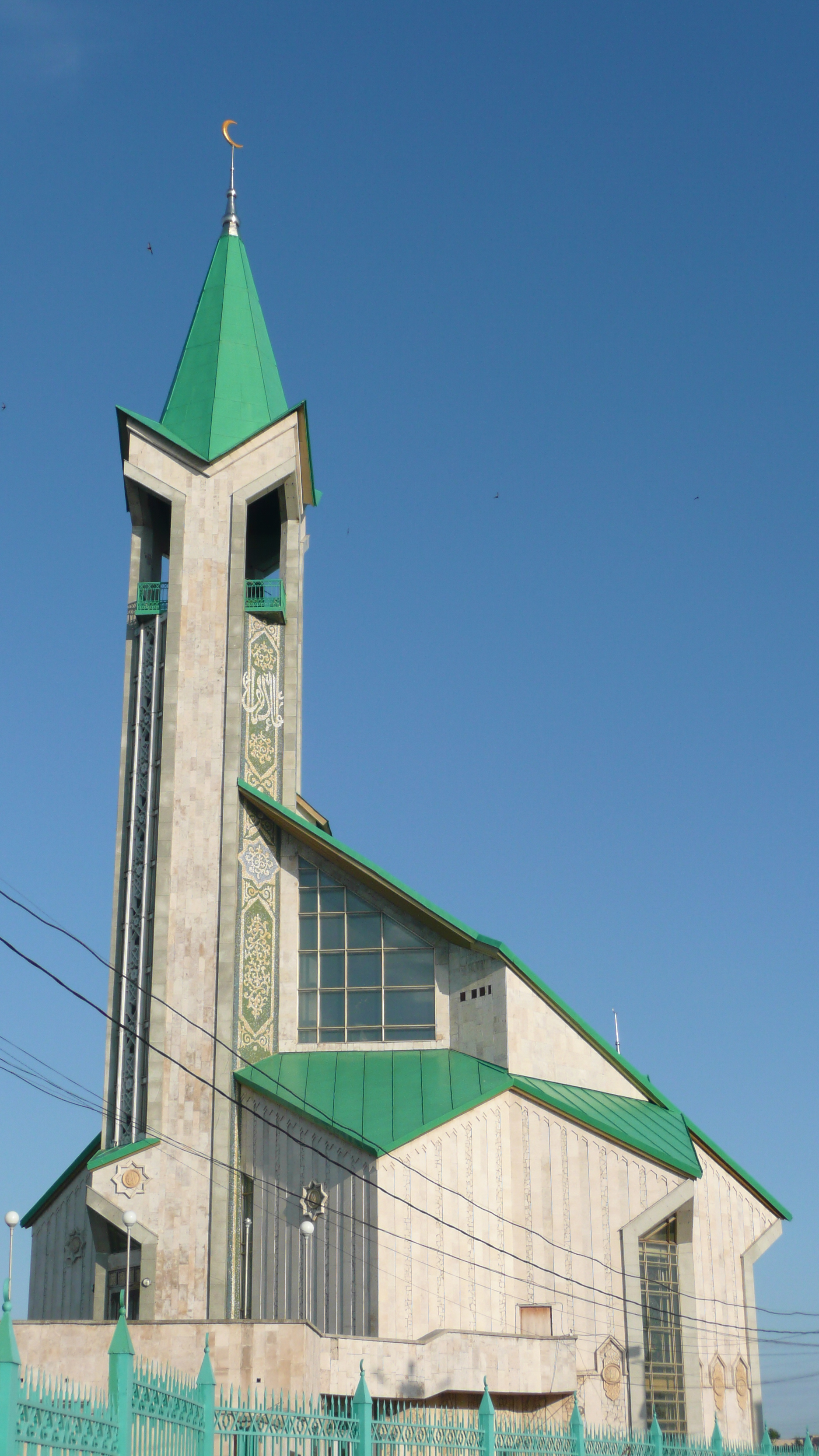
Мечеть «Тауба»

Построена в 1989 — 1992 годах по проекту архитектора М. Басырова на добровольные пожертвования прихожан и организаций города, отчислений из городского бюджета и при помощи мусульманских стран через ДУМЕС. Здание мечети расположено в посёлке ГЭС, на берегу реки Камы. Общая композиция мечети формируется высоким двусветным объемом под многоскатной крышей, в которую с северной стороны врезается минарет. С севера к основному объему примыкает одноэтажный корпус. Вместо крыши на нем устроена мощеная терраса, с которой через тамбур в основании минарета можно попасть в молельный зал. Входы в мечеть расположены на западном (мужской) и восточном (женский) фасадах одноэтажного корпуса.
- Храм Серафима Саровского

Строительство храма началось в 1996 году и продолжалось более 10 лет. Храм возведен в посёлке ЗЯБ, на месте ранее расположенного здесь храма Ильи-пророка, который в советские времена был закрыт, а в начале 1980-х годов прошлого века полностью снесен. В 2006 году построенный Храм Серафима Саровского был освящён, в настоящее время в храме регулярно совершаются богослужения.
- Храм Космы и Дамиана

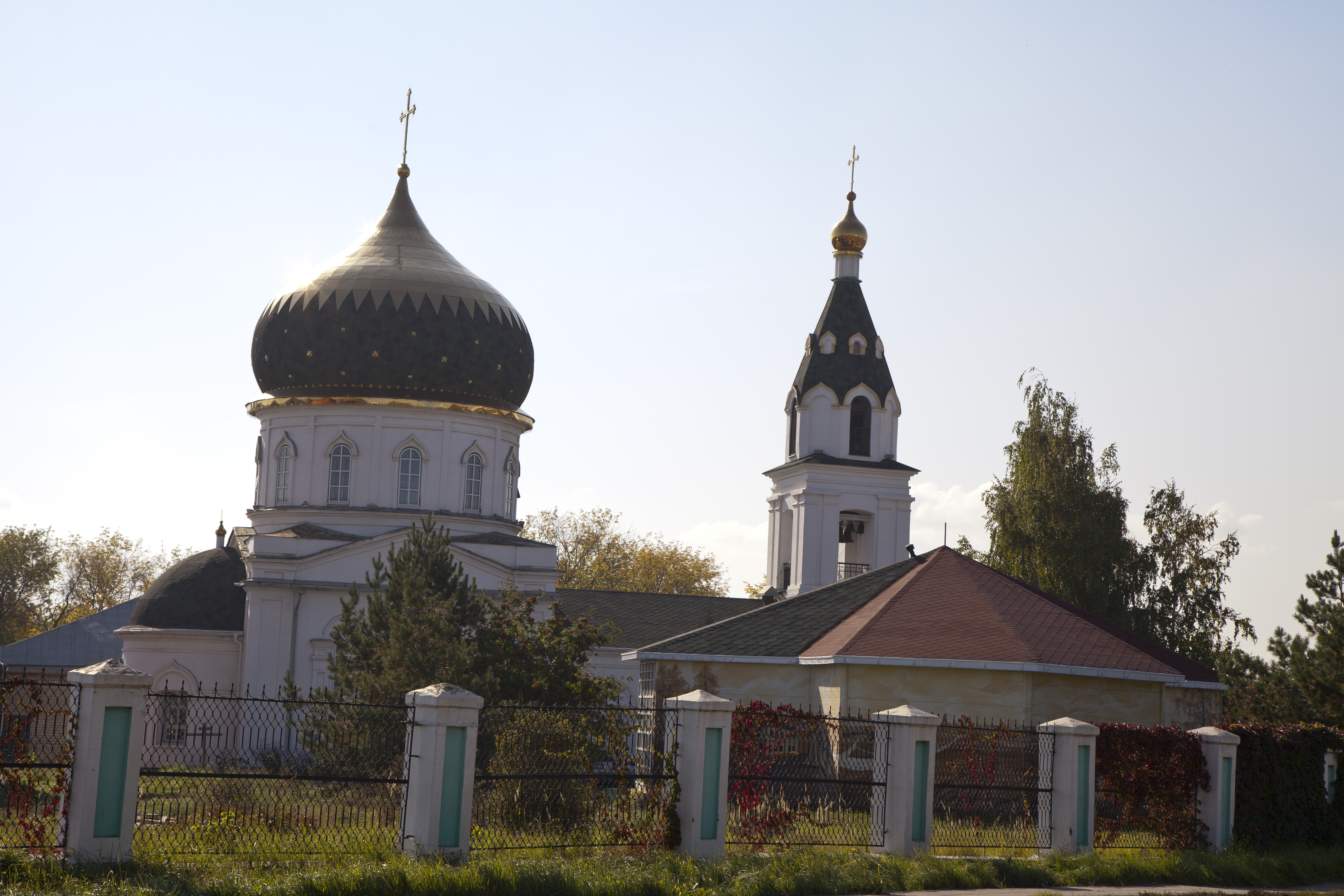
Общий вид на Храм Космы и Дамиана

Является самой старой постройкой в Набережных Челнах, включен в список исторических памятников города. Храм является центром Закамского благочинного округа, на территории храма действует церковно-приходская школа.
Храм был возведён в 1854—1859 гг. на месте сгоревшей деревянной церкви на средства елабужского купца Ивана Ивановича Стахеева. Сооружение построено по образцовому проекту Константина Тона в византийском стиле — в царствование императора Николая I других проектов власти и не утверждали.
Начиная с 30-х годов XX века на протяжении нескольких десятилетий храм был закрыт, а в 1990—1992 гг. после передачи его Казанской епархии, была произведена его полая реконструкция, при этом по проекту Челнинского архитектора Маркиза Басырова вокруг него был создан своеобразный ансамбль, включающий ограду с воротами, часовни и павильоны. Сегодня Храм является объектом культурного наследия республиканского значения.
- Храм святого Тихона, патриарха Московского

Небольшой приходской, однопрестольный храм, построенный в 1991 году в посёлке Сидоровка. Богослужение совершается ежедневно. Настоятелем является протоиерей Сергий Козлов.

## Прочие достопримечательности
У гостиницы «Кама» с 1989 года организована площадь имени В. С. Высоцкого, на которой в 2003 году установлен один из крупнейших в стране памятников ему. Также открыт народный музей памяти Высоцкого.

## Транспорт

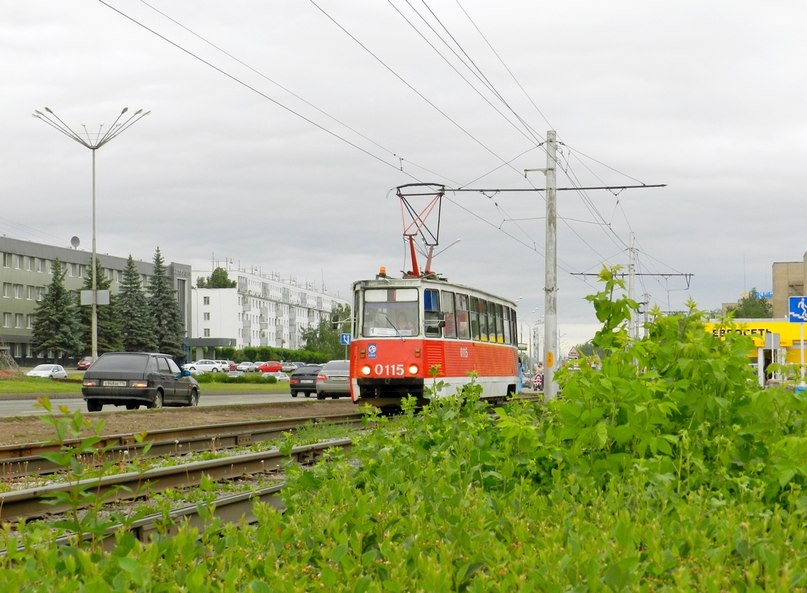
Трамвай в районе остановки «ДК Энергетик» на проспекте Мусы Джалиля

Городской общественный транспорт в Комсомольском районе представлен автобусами, маршрутными такси и трамваями.
- Трамваи: №1; 2; 6; 8; 12.
- Автобусы и маршрутные такси: № 1А; 1Б; 2; 6; 7; 8; 10; 10А; 16; 22; 25; 43; 109; 203; 205; 206; 209; 211; 212; 213; 304; 305; 424.

Также в Комсомольском районе — в посёлке ЗЯБ, расположено единственное в городе трамвайное депо, в непосредственной близости от которого до середины 2000-х гг. располагалось и городское Пассажирское автотранспортное предприятие (ОАО «ПАТП») — крупнейшее предприятие подобного рода в Татарстане, осуществлявшее перевозки пассажиров на городских маршрутах и прекратившее своё существование в 2008 году в результате банкротства.
Помимо этого, в посёлке Сидоровка расположены автовокзал и железнодорожный вокзал, а в посёлке ГЭС — речной порт.

## Администрация района
Администрация района осуществляет управленческие функции в целях решения вопросов местного значения и осуществления отдельных государственных полномочий, переданных органам местного самоуправления муниципального образования город Набережные Челны федеральными законами и законами Республики Татарстан.

## Галерея

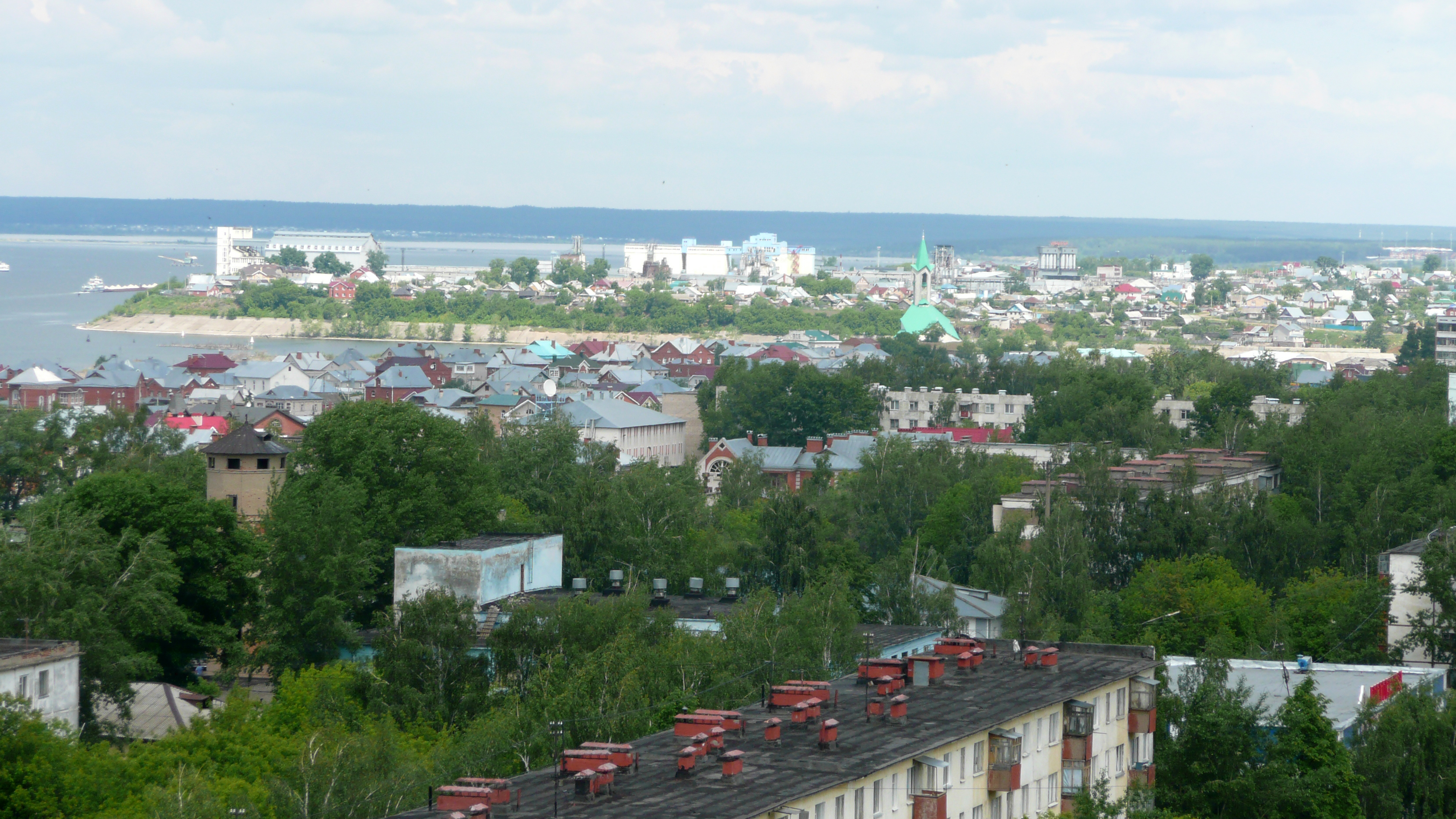
Вид на Комсомольский район из окна гостиницы «Татарстан»
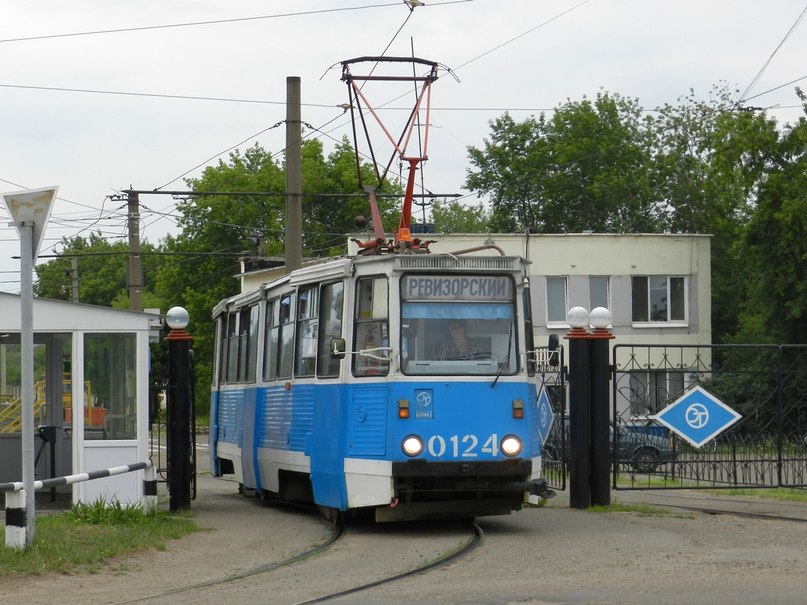
Трамвайное депо в посёлке ЗЯБ
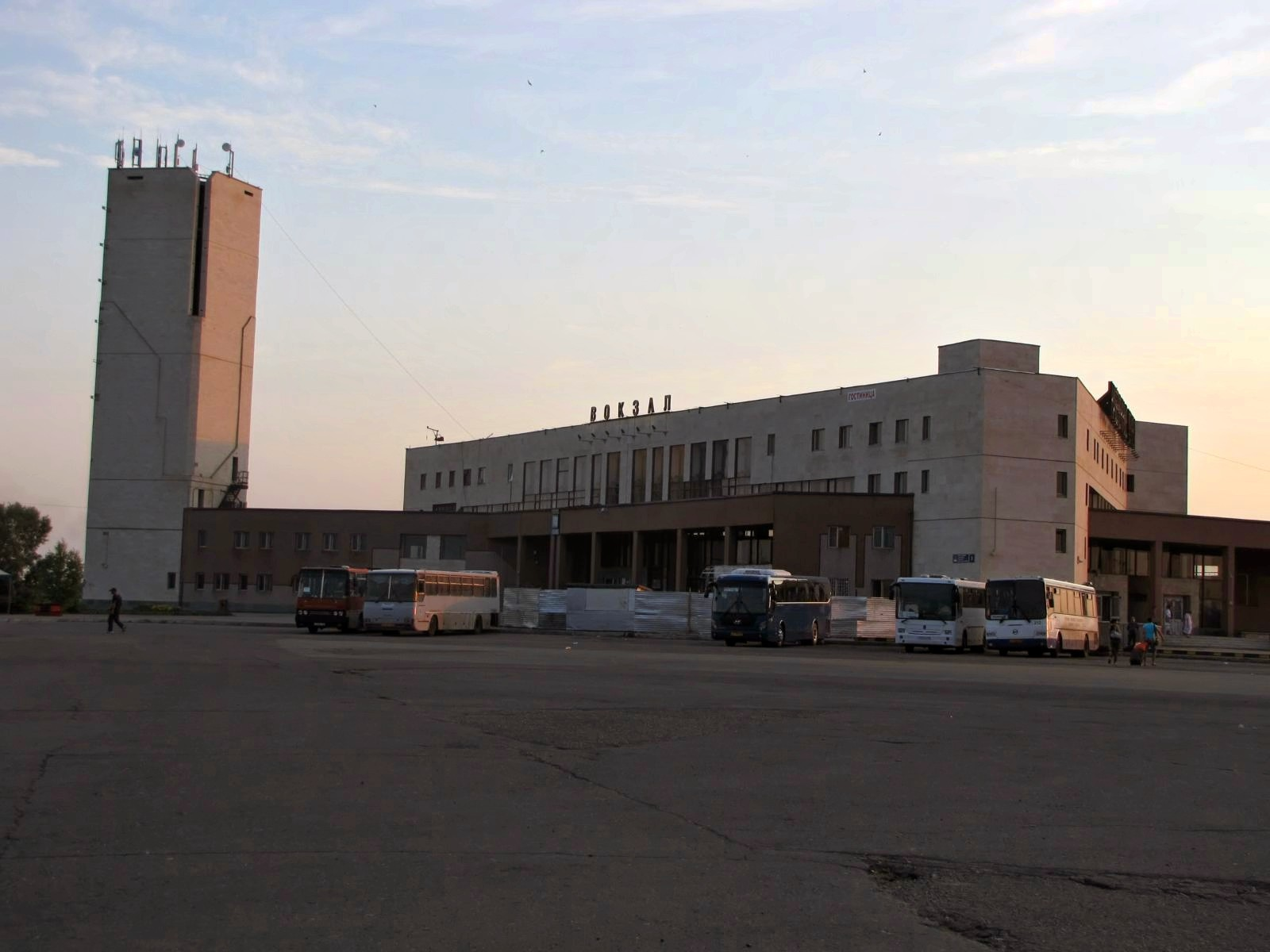
Железнодорожный вокзал в посёлке Сидоровка
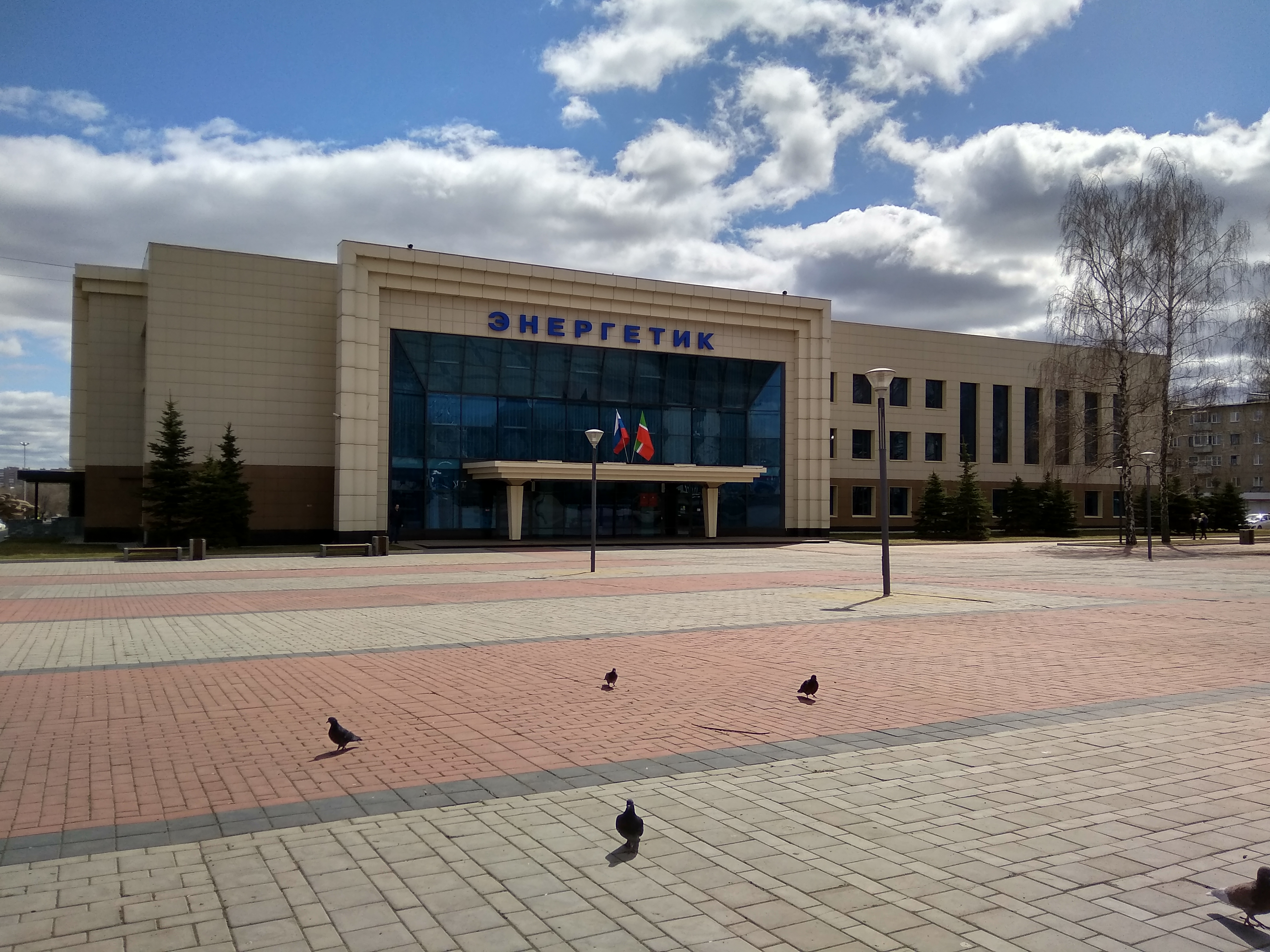
Дворец культуры "Энергетик"